# Campeonato Ugandense de Futebol
A Ugandan Premier League (pt: Primeira Liga Ugandensa), também conhecida como Liga Premier do StarTimes Uganda por razões de patrocínio, é a divisão superior da FUFA
. A liga era anteriormente conhecida como "Uganda Super League", mas mudou na temporada 2014-15 após a nova administração assumir.  As raízes da liga remontam a 1968, quando a Liga Nacional da Primeira Divisão foi estabelecida.

## História
Conceito original
A gênese do futebol de clubes em Uganda foi uma ideia copiada da Inglaterra por "Balamaze Lwanga" e "Polycarp Kakooza". O objetivo era melhorar o desempenho do Uganda na Taça das Nações Africanas, após resultados decepcionantes nas finais de 1962 (quarto lugar) e 1968 (perderam todos os três jogos da fase de grupos), ambos realizados na Etiópia . A intenção era começar uma Liga Nacional de Uganda (a precursora da Superliga de Uganda) para criar a base para uma forte equipe nacional. Ao mesmo tempo, a identificação de jogadores das bases seria facilitada e sistemática.
Como não havia clubes para formar uma liga, instituições e distritos foram contatados para formar equipes. A primeira liga inaugural de 1968 foi composta por "Prisões", "Exército", "Café", "Expresso", "Jinja", "Masaka", "Mbarara" e "Mbale". Havia três instituições e quatro distritos e um clube. A liga era conhecida como Liga Nacional da Primeira Divisão, e os primeiros campeões da liga eram o Prisons FC Kampala (agora conhecido como Maroons FC ). [2]
Depois de quatro temporadas, a turbulência política em Uganda impactou na liga. Os campeonatos de 1972 e 1973 não foram concluídos por causa da agitação civil. Em 1974, o campeonato tornou-se conhecido como National Football League e este título foi usado até 1982, quando a liga foi reduzida a dez times e foi rebatizada de Super League (encurtada para Super Ten na temporada inaugural).
Advento da Super Liga
O surgimento da Super Liga em 1982 viu o desenvolvimento do Villa S.C. como o principal clube do país. Durante a década de 1980 e boa parte da década de 1990, a competição entre o Express FC, o KCCA FC e o SC Villa iluminou a liga e os torcedores participaram em hordas. 
O SC Villa venceu o campeonato pela primeira vez em 1982 e nos 22 anos seguintes somou 16 campeonatos. KCCA FC e Express FC conquistaram o título do campeonato nos anos seguintes.
Correção de resultados
Em 2003, o futebol do Uganda atingiu o seu nível mais baixo, com o SC Villa a marcar 22 golos após o Akol FC, quando o título da liga desceu para o saldo de golos com o Express. Este foi um dos maiores escândalos no futebol ugandense e, depois disso, houve uma interrupção completa da mídia em todos os assuntos relacionados ao futebol local.  Os fãs ficaram cada vez mais desiludidos e abandonaram os estádios, afetando financeiramente as equipes. O episódio representou um dos muitos que assolaram o futebol ugandense.
CAF
"Liga dos Campeões da CAF"
O Simba FC bateu na trave em 1972 ao perde  os 2 jogos (4-2)(3-2) das finais para o Hafia FC, Uganda volto a ter um clube na final de novo em 1991, Villa S.C. perdeu de (6-1) e empatando (1-1) as finais para o Club Africain, o Express FC ficou perto de jogar a  final em 1995 e assim igualar seus rivais, mais foi eliminado (1-0)(1-1) pelo Orlando Pirates FC o campeão da edição.
"Copa da CAF"
Villa S.C. chegou a final da edição de 1992, empatando(0-0) em casa e perdendo de (3-0) na Nigeria para o Shooting Stars FC.

## Lista de Campeões
| National First Division League | National First Division League | National First Division League | National First Division League | National First Division League | National First Division League | National First Division League |                      |
| Edição                         | Ano                            | Campeão                        | Vice-campeão                   | Terceiro colocado              | Artilheiro(s)                  | Gols                           |                      |
| ------------------------------ | ------------------------------ | ------------------------------ | ------------------------------ | ------------------------------ | ------------------------------ | ------------------------------ | -------------------- |
| 1ª                             | 1968-69                        | Prisons FC Kampala* (1.°)      | Simba                          | Coffee Kakira*                 |                                |                                |                      |
| 2ª                             | 1969                           | Prisons FC Kampala (2.°)       | Express                        | Jinja                          |                                |                                |                      |
| 3ª                             | 1970                           | Coffee Kakira (1.°)            | Police FC                      | Simba                          |                                |                                |                      |
| 4ª                             | 1971                           | Simba (1.°)                    | Maroons FC                     | Coffee Kakira                  |                                |                                |                      |
| #                              | 1972 1973                      | Campeonato cancelado           | Campeonato cancelado           | Campeonato cancelado           | Campeonato cancelado           | Campeonato cancelado           | Campeonato cancelado |
| Uganda National League         |                                |                                |                                |                                |                                |                                |                      |
| 5ª                             | 1974                           | Express (1.°)                  | KCCA                           | Simba                          |                                |                                |                      |
| 6ª                             | 1975                           | Express (2.°)                  | KCCA                           | Simba                          |                                |                                |                      |
| 7ª                             | 1976                           | KCCA (1.°)                     | Express                        | Simba                          |                                |                                |                      |
| 8ª                             | 1977                           | KCCA (2.°)                     | Simba                          | Maroons                        |                                |                                |                      |
| 9ª                             | 1978                           | Simba (2.°)                    | KCCA                           | Nile Breweries FC              |                                |                                |                      |
| 10ª                            | 1979                           | Uganda Commercial Bank (1.°)   | KCCA                           | Nile Breweries FC              |                                |                                |                      |
| 11ª                            | 1980                           | Nile Breweries FC (1.°)        | Nytil                          | KCCA                           |                                |                                |                      |
| 12ª                            | 1981                           | KCCA (3.°)                     | Villa                          | Express                        |                                |                                |                      |
| Uganda Super League            |                                |                                |                                |                                |                                |                                |                      |
| 13ª                            | 1982                           | Villa (1.°)                    | KCCA                           | Express                        |                                |                                |                      |
| 14ª                            | 1983                           | KCCA (4.°)                     | Coffee Kakira                  | Nile Breweries FC              |                                |                                |                      |
| 15ª                            | 1984                           | Villa (2.°)                    | KCCA                           | Express                        |                                |                                |                      |
| 16ª                            | 1985                           | KCCA (5.°)                     | Express                        | Villa                          |                                |                                |                      |
| 17ª                            | 1986                           | Villa (3.°)                    | Tabaco                         | Coffee Kakira                  |                                |                                |                      |
| 18ª                            | 1987                           | Villa (4.°)                    | Express                        | KCCA                           |                                |                                |                      |
| 19ª                            | 1988                           | Villa (5.°)                    | Express                        |                                |                                |                                |                      |
| 20ª                            | 1989                           | Villa (6.°)                    | Express                        | KCCA                           |                                |                                |                      |
| 21ª                            | 1990                           | Villa (7.°)                    | Coffee Kakira                  | KCCA                           |                                |                                |                      |
| 22ª                            | 1991                           | KCCA (6.°)                     | Villa                          | Coffee Kakira                  |                                |                                |                      |
| 23ª                            | 1992                           | Villa (8.°)                    | Express                        | Coffee Kakira                  |                                |                                |                      |
| 24ª                            | 1993                           | Express (3.°)                  | Villa                          | KCCA                           |                                |                                |                      |
| 25ª                            | 1994                           | Villa (9.°)                    | Express                        | KCCA                           |                                |                                |                      |
| 26ª                            | 1995                           | Express (4.°)                  | Uganda Electricity Board       | Villa                          |                                |                                |                      |
| 27ª                            | 1996                           | Express (5.°)                  | KCCA                           | Villa                          |                                |                                |                      |
| 28ª                            | 1997                           | KCCA (7.°)                     | Uganda Electricity Board       | Express                        |                                |                                |                      |
| 29ª                            | 1998                           | Villa (10.°)                   | Express                        | Simba                          |                                |                                |                      |
| 30ª                            | 1999                           | Villa (11.°)                   | Express                        | Simba                          |                                |                                |                      |
| 31ª                            | 2000                           | Villa (12.°)                   | KCCA                           | Express                        |                                |                                |                      |
| 32ª                            | 2001                           | Villa (13.°)                   | KCCA                           | Express                        |                                |                                |                      |
| 33ª                            | 2002                           | Villa (14.°)                   | Express                        | KCCA                           |                                |                                |                      |
| 34ª                            | 2002-03                        | Villa (15.°)                   | Express                        | KCCA                           |                                |                                |                      |
| 35ª                            | 2004                           | Villa (16.°)                   | KCCA                           | Express                        |                                |                                |                      |
| 36ª                            | 2005                           | Police (1.°)                   | Villa                          | KCCA                           |                                |                                |                      |
| 37ª                            | 2006                           | URA (1.°)                      | Police                         | Express                        |                                |                                |                      |
| 38ª                            | 2006-07                        | URA (2.°)                      | Villa                          | Police                         |                                |                                |                      |
| 39ª                            | 2007-08                        | KCCA (8.°)                     | Villa                          | Police                         |                                |                                |                      |
| 40ª                            | 2008-09                        | URA (3.°)                      | KCCA                           | Villa                          |                                |                                |                      |
| 41ª                            | 2009-10                        | Vipers (1.°)                   | Express                        | URA                            |                                |                                |                      |
| 42ª                            | 2010-11                        | URA (4.°)                      | KCCA                           | Vipers                         |                                |                                |                      |
| 43ª                            | 2011-12                        | Express (6.°)                  | Vipers                         | URA                            |                                |                                |                      |
| 44ª                            | 2012-13                        | KCCA (9.°)                     | URA                            | Vipers                         |                                |                                |                      |
| 45ª                            | 2013-14                        | KCCA (10.°)                    | Victoria Universit             | URA                            |                                |                                |                      |
| Uganda Premier League          |                                |                                |                                |                                |                                |                                |                      |
| 46ª                            | 2014-15                        | Vipers (2.°)                   | Villa                          | KCCA                           |                                |                                |                      |
| 47ª                            | 2015-16                        | KCCA (11.°)                    | Vipers                         | Express                        |                                |                                |                      |
| 48ª                            | 2016-17                        | KCCA (12.°)                    | Villa                          | Vipers                         |                                |                                |                      |
| 49ª                            | 2017-18                        | Vipers (3.°)                   | KCCA                           | Villa                          |                                |                                |                      |
| 50ª                            | 2018-19                        | KCCA (13.°)                    | Vipers                         | URA                            |                                |                                |                      |
| 51ª                            | 2019-20                        | Vipers (4.°)                   | KCCA                           | Villa                          |                                |                                |                      |
| 52ª                            | 2020-21                        | Express (7.°)                  | URA                            | Vipers                         |                                |                                |                      |
| 53ª                            | 2021-22                        | Vipers (5.°)                   | KCCA                           | URA                            |                                |                                |                      |
| 54ª                            | 2022-23                        | Vipers (6.°)                   | KCCA                           | Villa                          |                                |                                |                      |

- : campeonatos consecutivos
- : soma de dez títulos
- O Prisons FC Kampala mudou de nome em 1977, passando a chamar-se Maroons FC.
- O Coffee Kakira, é o atual Coffee United SC.

### Títulos por clube
| Clube                  | Campeão | Anos do Títulos                                                                                   | Vice | Anos do Vice |
| ---------------------- | ------- | ------------------------------------------------------------------------------------------------- | ---- | --- |
| Villa                  | 16      | 1982, 1984, 1986, 1987, 1988, 1989, 1990, 1992, 1994, 1998, 1999, 2000, 2001, 2002, 2002-03, 2004 | 8    | 1981, 1991, 1993, 2005, 2006-07, 2007-08, 2014-15, 2016-17                                                        |
| KCCA                   | 13      | 1976, 1977, 1981, 1983, 1985, 1991, 1997, 2007-08, 2012-13, 2013-14, 2015-16, 2016-17, 2018-19    | 16   | 1974, 1975, 1978, 1979, 1982, 1984, 1996, 2000, 2001, 2004, 2008-09, 2010-11, 2017-18, 2019-20, 2021-22, 2022-23. |
| Express                | 7       | 1974, 1975, 1993, 1995, 1996, 2011-12, 2020-21                                                    | 12   | 1969, 1976, 1985, 1987, 1989, 1992, 1994, 1998, 1999, 2002, 2003, 2009-10                                         |
| Vipers                 | 6       | 2009-10, 2014-15, 2017-18, 2019-20, 2021-22, 2022-23                                              | 4    | 2011-12, 2015-16, 2018-19, 2020-21                                                                                |
| URA                    | 4       | 2006, 2006-07, 2008-09, 2010-11                                                                   | 1    | 2012-13 |
| Simba                  | 2       | 1971, 1978                                                                                        | 2    | 1968, 1977 |
| Maroons                | 2       | 1968, 1969                                                                                        | 1    | 1971 |
| Coffee United          | 1       | 1970                                                                                              | 2    | 1983, 1990 |
| Police                 | 1       | 2005                                                                                              | 2    | 1970, 2006 |
| Nile Breweries         | 1       | 1980                                                                                              | 0    | |
| Uganda Commercial Bank | 1       | 1979                                                                                              | 0    | |

## Performances por cidades
| Cidade      | N° | Clubes                                                 | Anos |
| ----------- | -- | ------------------------------------------------------ | --- |
| Kampala     | 42 | Villa KCCA Express URA Maroons Uganda Commercial Bank. | 1968, 1969, 1974, 1975, 1976, 1977, 1979, 1981, 1982, 1983, 1984, 1985, 1986, 1987, 1988, 1989, 1990, 1991, 1992, 1993, 1994, 1995, 1996, 1997, 1998, 1999, 2000, 2001, 2002, 2003, 2004, 2006, 2007, 2008, 2009, 2011, 2012, 2013, 2014, 2016, 2017, 2019. |
| Wakiso Town | 3  | Vipers                                                 | 2010, 2015, 2018 |
| Jinja       | 2  | Nile Breweries, Police                                 | 1980, 2005 |
| Lugazi      | 2  | Simba                                                  | 1971, 1978 |
| Kakira      | 1  | Coffee United                                          | 1970 |

## Participações na CAF
Liga dos Campeões da CAF
| Clube             | N° | Anos                                                                           |
| ----------------- | -- | ------------------------------------------------------------------------------ |
| Villa             | 13 | 1983, 1985, 1987, 1988, (1991), 1993, 1999, 2000, 2001, 2002, 2003, 2004, 2005 |
| KCCA              | 12 | 1977, 1978, 1982, 1984, 1986, 1992, 1998, 2009, 2014, 2015, 2017, 2018         |
| Express           | 8  | 1975 1976, 1989, 1990, 1994, 1995, 1996, 1997                                  |
| URA               | 5  | 2007, 2008, 2010, 2012, 2013                                                   |
| Simba             | 4  | (1972), 1973, 1974, 1979                                                       |
| Vipers            | 2  | 2016, 2019                                                                     |
| Maroons FC        | 1  | 1970                                                                           |
| Coffee United     | 1  | 1971                                                                           |
| Nile Breweries FC | 1  | 1981                                                                           |
| Police FC         | 1  | 2006                                                                           |

()= vice-campeão.

### Copa da CAF
| Clube                    | N° | Anos                    |
| ------------------------ | -- | ----------------------- |
| KCCA                     | 4  | 1995, 1997, 2001, 2002. |
| Uganda Electricity Board | 2  | 1996, 1998              |
| Express                  | 2  | 1999, 2003.             |
| Coffee United            | 1  | 1993                    |
| Villa                    | 1  | (1992)                  |

## Artilheiros
| Ano     | Artilheiros     | Time                    | Gols |
| 1968-69 | Unknown         |                         |      |
| 1969    | Ali Kitonsa     | Express FC              | 36   |
| 1970    | Unknown         |                         |      |
| 1971    | Polly Ouma      | Simba FC                | 18   |
| 1972    | Unknown         |                         |      |
| 1973    | Joy Ssebuliba   | Lint FC                 | 17*  |
| 1974    | Peter Kirumira  | Express FC              | 14   |
| 1975    | Chris Ddungu    | Kampala City Council FC | 12   |
| 1976    | John Ntesibe    | Express FC              | 22   |
| 1977    | Denis Obua      | Uganda Police FC        | 24   |
| 1978    | Jimmy Kirunda   | Kampala City Council FC | 32   |
| 1979    | Davis Kamoga    | Kampala City Council FC | 18   |
| 1980    | Davis Kamoga    | Kampala City Council FC | 21   |
| 1981    | Issa Ssekatawa  | Nytil FC                | 18   |
| 1982    | Issa Ssekatawa  | Express FC              | 22   |
| 1983    | Issa Ssekatawa  | Express FC              | 21   |
| 1984    | Frank Kyazze    | Kampala City Council FC | 18   |
| 1985    | Frank Kyazze    | Kampala City Council FC | 28   |
| 1986    | Charles Letti   | Tobacco FC              | 29   |
| 1987    | Majid Musisi    | SC Villa                | 28   |
| 1988    | Mathias Kaweesa | Nsambya FC              | 17   |
| 1989    | Majid Musisi    | SC Villa                | 15   |
| 1990    | Majid Musisi    | SC Villa                | 28   |
| 1991    | Mathias Kaweesa | Coffee United SC        | 18   |
| 1992    | Majid Musisi    | SC Villa                | 29   |

| Year    | Top scorers                        | Team                                 | Goals |
| 1993    | Mathias Kaweesa                    | SC Villa                             | 20    |
| 1994    | Adolf Bora                         | Coffee United SC                     | 21    |
| 1995    | Ibrahim Kizito                     | Uganda Electricity Board FC          | 20    |
| 1996    | David Kiwanuka                     | Uganda Electricity Board FC          | 21    |
| 1997    | Jackson Mayanja Charles Ogwang     | Kampala City Council FC Umeme FC     | 18    |
| 1998    | Charles Kayemba                    | SC Villa                             | 18    |
| 1999    | Andrew Mukasa                      | SC Villa                             | 45    |
| 2000    | Andrew Mukasa                      | SC Villa                             | 27    |
| 2001    | Hassan Mubiru                      | Express FC                           | 27    |
| 2002    | Hassan Mubiru                      | Express FC                           | 22    |
| 2002-03 | Hassan Mubiru                      | Express FC                           | 16    |
| 2004    | David Kiwanuka Robert Ssentongo    | Uganda Revenue Authority SC Simba FC | 10    |
| 2005    | Martin Muwanga Geoffrey Sserunkuma | Police FC Kampala City Council FC    | 8     |
| 2006    | Dan Walusimbi                      | Police FC                            | 15    |
| 2006-07 | Hamis Kitagenda                    | Uganda Revenue Authority SC          | 20    |
| 2007-08 | Brian Umony Olobo Bruno            | Kampala City Council FC Police FC    | 15    |
| 2008-09 | Peter Ssenyonjo                    | Police FC                            | 22    |
| 2009-10 | Unknown                            |                                      |       |
| 2010-11 | Diego Hamis Kiiza                  | URA SC                               | 14    |
| 2011-12 | Robert Ssentongo                   | URA SC                               | 13    |
| 2012-13 | Herman Wasswa                      | Villa SC e KCCA FC                   | 20    |
| 2013-14 | Francis Olaki                      | Soana FC                             | 15    |
| 2014-15 | Robert Ssentongo                   | URA SC                               | 15    |
| 2015-16 | Robert Ssentongo                   | URA SC                               | 18    |
| 2016-17 | Geoffrey Sserunkuma                | KCCA FC                              | 20    |
| 2017-18 | Dan Sserunkuma                     | Vipers SC                            | 17    |